# 1886 aux États-Unis
Pour des articles plus généraux, voir Chronologie des États-Unis et 1886.
Chronologie des États-Unis
- 1882
- 1883
- 1884
- 1885
- 1886
- 1887
- 1888
- 1889
- 1890

Cette page concerne des événements d'actualité qui se sont produits durant l'année 1886 du calendrier grégorien aux États-Unis.

## Événements

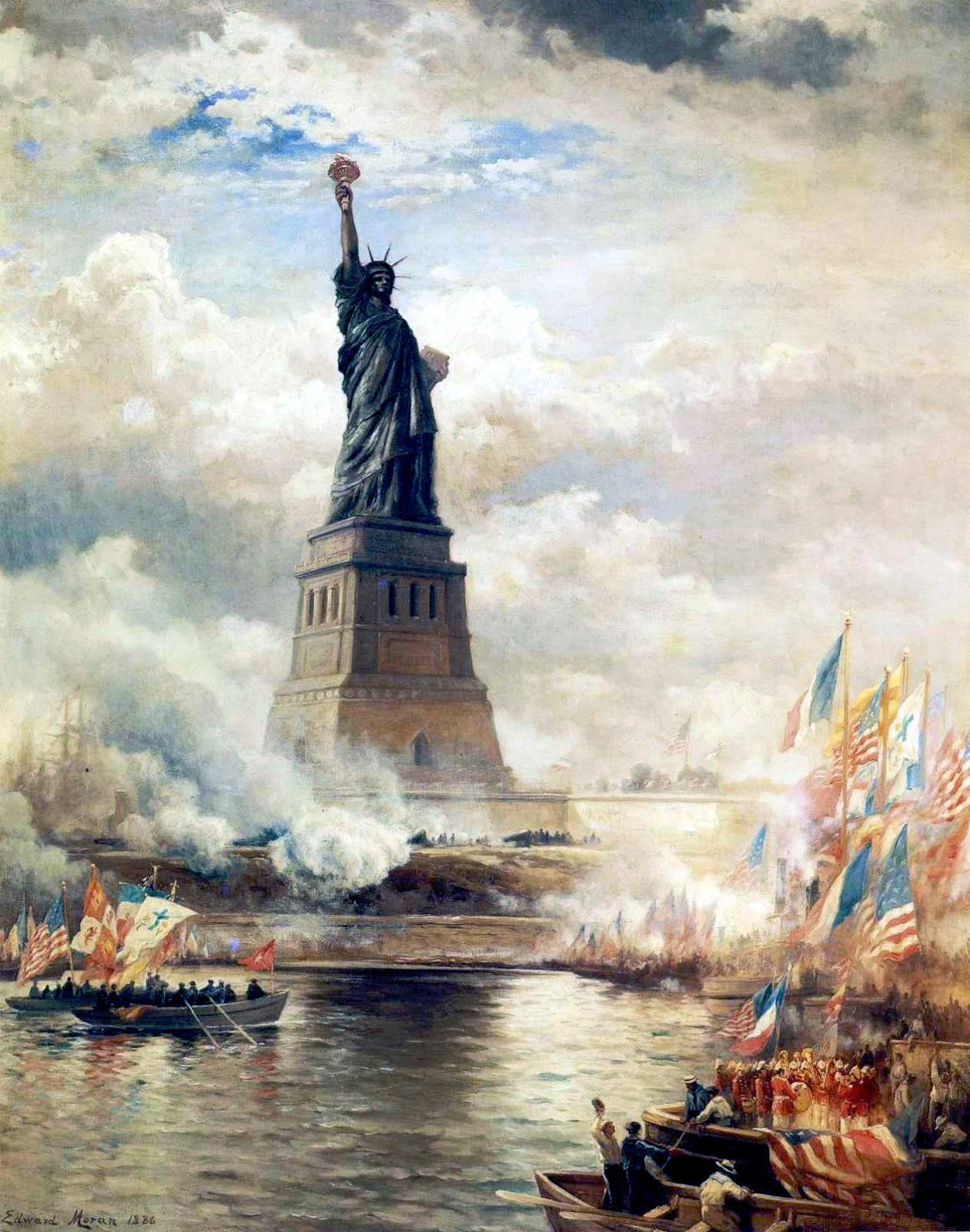
28 octobre : La statue de la Liberté dévoilée au public, toile de Edward Moran

- Février : émeute antichinoise à Seattle. Le gouvernement envoie des troupes pour rétablir l’ordre.
- mars : le général américain George Crook capture le chef apache Geronimo et le force à signer un traité qui envoie les Chiricahuas en Floride. Mais Geronimo parvient à s’échapper et il reprend ses raids. Le général Nelson Miles se lance alors à sa poursuite au Mexique.
- Mars-avril : les Chevaliers du Travail comptent 700 000 adhérents à leur apogée. En mars, ils organisent une grève dans les chemins de fer du sud-ouest à la suite du licenciement de l’un d’entre eux par la Texas and Pacific Railroad. Les cheminots se lancent dans le sabotage. Des affrontements avec la police font sept morts à Saint-Louis où la loi martiale est décrétée en avril. Les grèves se multiplient pour atteindre le nombre de 1572 à la fin de l’année.
- Au printemps, sont exposées à New York des œuvres de Paul Signac et de Georges Seurat.
- 1er mai : jour du renouvellement des baux, est la date choisie en 1885 par les organisations ouvrières américaines pour être une journée de grève générale et de pétition en faveur de la journée de huit heures. Elle mobilise 350 000 travailleurs. L'action de grève la plus importante a lieu à Chicago (Illinois) où 40 000 travailleurs débrayent. Les patrons décident alors d'embaucher des « jaunes » (les scabs). C'est la date de naissance de la fête du Travail.
- 3 mai : 7 000 à 10 000 ouvriers grévistes se massent devant les usines McCormick à Chicago pour protester contre les « jaunes » briseurs de grève et les conspuer. La police charge, puis l'armée intervient faisant 6 morts et de nombreux blessés.
- 4 mai : nouvelle charge, lors du meeting de protestation réunissant près de 150 000 personnes, faisant de nouveaux morts. La ville de Chicago est en état de siège et une bombe explose tuant 15 policiers. Lors des émeutes de Haymarket Square, huit militants anarchistes sont arrêtés et condamnés. Quatre seront pendus. Les Chevaliers du travail, pourtant étrangers à l’attentat, perdent leur audience.
- 31 août : tremblement de terre de Charleston.
- Été : revendication de Cleburne (Texas) : la Farmers Alliance exige une législation visant à garantir le peuple contre les abus du capitalisme. Elle propose la réglementation du prix des transports ferroviaires, la lourde imposition des terres possédées à des fins spéculatives et l’augmentation de la masse monétaire.
- 4 septembre : le chef apache Geronimo se rend au général Nelson Miles, qui encercle sa tribu dans son campement de Sonora (Mexique). Geronimo accepte l’exil temporaire en Floride, puis en Alabama et enfin le regroupement à Fort Sill en 1894, dans l’Oklahoma, où il s’installe comme fermier.
- Septembre : loi martiale à Thibodaux, Louisiane, où se sont réfugiés des grévistes des plantations sucrières expulsés de leurs cabanes. Des affrontements éclatent dans la nuit du 22 septembre et font trente morts et une centaine de blessés parmi les grévistes noirs.
- 25 octobre : procès Wabash contre l'État d'Illinois. La Cour suprême invalide les « Grangers Laws » : le gouvernement fédéral est déclaré seul compétent pour réglementer le commerce inter-États. La Cour casse quelque 220 lois votées par les États pour réglementer différentes activités.
- 28 octobre : la statue de la Liberté est dévoilée dans le port de New York.
- 8 décembre : fondation du syndicat American Federation of Labor (AFL), présidé par Samuel Gompers, plus modéré que les Chevaliers du travail, qui se sont déconsidérés pendant les grèves en faisant alliance avec des anarchistes.
- Hiver 1886-1887 : écroulement de l’Empire du bétail. Au cours de l’hiver, la neige empêche les troupeaux de paître. Les bêtes sont décimées.
- Les États-Unis surclassent la Grande-Bretagne dans la production d’acier.
- Rockefeller ferme 33 des 55 raffineries dont il a pris le contrôle et concentre les 3/5 de la production dans trois entreprises géantes. Raffiner un baril lui coûte ainsi 0,534 cents au lieu de 1,5 cents à ses concurrents.